# 대전시의 국회의원
구제(區制) 실시 이전의 충청남도 대전시 국회의원의 일람.

## 행정구역 변천
- 1945년 8월 15일 충청남도 대전부
- 1949년 8월 15일 충청남도 대전시
- 1963년 1월 1일 대덕군 유천면·회덕면 일부(대화리·오정리·용전리)·산내면 일부(옥계리·삼정리·가오리·효동리) 편입
- 1977년 9월 1일 구제 실시로 동구·중구 설치

## 대전시의 역대 국회의원 일람
| 대수         | 이름           | 소속정당   | 임기                               | 선거구역 | 개표결과 |
| ------------ | -------------- | ---------- | ---------------------------------- | --- | -------- |
| 제1대        | 성낙서(成樂緖) | 독촉국민회 | 1948년 5월 31일 - 1950년 5월 30일  | 대전부 일원 | 보기     |
| 제2대        | 김종열(金鍾烈) | 무소속     | 1950년 5월 31일 - 1954년 5월 30일  | 대전시 일원 |          |
| 제3대        | 정상열(鄭相烈) | 자유당     | 1954년 5월 31일 - 1958년 5월 30일  | 대전시 일원 |          |
| 제4대        | 정낙훈(鄭樂勳) | 자유당     | 1958년 5월 31일 - 1960년 7월 28일  | 대전시 갑: 은행동 선화동 중촌동 목동 대흥동 문창동 석교동 대사동 부사동 용두동 오류동 태평동 유천동 산성동 문화동                                                                                 |          |
| 제4대        | 진형하(陳馨夏) | 민주당     | 1958년 5월 31일 - 1960년 7월 28일  | 대전시 을: 원동 인동 효동 천동 신흥동 판암동 용운동 대동 자양동 신안동 소제동 가양동 홍도동 삼생동 정동 중동 성남동                                                                               |          |
| 제5대 민의원 | 유진영(兪鎭靈) | 민주당     | 1960년 7월 29일 - 1961년 5월 16일  | 대전시 갑: 은행동 선화동 중촌동 목동 대흥동 문창동 석교동 대사동 부사동 용두동 오류동 태평동 유천동 산성동 문화동                                                                                 |          |
| 제5대 민의원 | 진형하(陳馨夏) | 민주당     | 1960년 7월 29일 - 1961년 5월 16일  | 대전시 을: 원동 인동 효동 천동 신흥동 판암동 용운동 대동 자양동 신안동 소제동 가양동 홍도동 삼성동 정동 중동 성남동                                                                               |          |
| 제6대        | 진형하(陳馨夏) | 민정당     | 1963년 12월 17일 - 1967년 6월 30일 | 대전시 일원 |          |
| 제7대        | 박병배(朴炳培) | 신민당     | 1967년 7월 1일 - 1971년 6월 30일   | 대전시 일원 |          |
| 제8대        | 박병배(朴炳培) | 신민당     | 1971년 7월 1일 - 1972년 10월 17일  | 대전시 갑: 원동 인동 효동 신흥동 판암동 용운동 대1동 대2동 자양동 신안동 소제동 가양동 성남1동 성남2동 홍도동 오정동 삼생1동 삼생2동 정동 중동                                                    |          |
| 제8대        | 김용태(金龍泰) | 민주공화당 | 1971년 7월 1일 - 1972년 10월 17일  | 대전시 을: 은행동 선화1동 선화2동 선화3동 목동 중촌동 대흥1동 대흥2동 대흥3동 문창1동 문창2동 석교동 대사동 부사동 용두1동 용두2동 오류동 태평동 유천동 문화동 산성동 도마동 용문동 괴정동 갈마동 |          |
| 제9대        | 김용태(金龍泰) | 민주공화당 | 1973년 3월 12일 - 1979년 3월 11일  | 대전시 일원(제1선거구) |          |
| 제9대        | 임호(林湖)     | 무소속     | 당선 무효                          | 대전시 일원(제1선거구) |          |
| 제9대        | 박병배(朴炳培) | 민주통일당 | 1973년 12월 31일 - 1979년 3월 11일 | 대전시 일원(제1선거구) |          |

## 같이 보기
- 대덕군의 국회의원
- 대전 동구의 국회의원
- 대전 중구의 국회의원